# Timizart
Timizart är en ort i Algeriet.   Den ligger i provinsen Tizi Ouzou, i den norra delen av landet, 110 km öster om huvudstaden Alger. Timizart ligger 312 meter över havet och antalet invånare är 41 158.
Terrängen runt Timizart är kuperad åt nordost, men åt sydväst är den platt. Terrängen runt Timizart sluttar söderut. Runt Timizart är det tätbefolkat, med 383 invånare per kvadratkilometer. Timizart är det största samhället i trakten. Trakten runt Timizart består till största delen av jordbruksmark.